# Glenea arouensis
Glenea arouensis é uma espécie de escaravelho da família Cerambycidae. Foi descrita por James Thomson em 1858.